# 내 주의 보혈은
내 주의 보혈은(Gwahoddiad, '초대'를 뜻하는 웨일스어)은 미국 출신의 웨일스 찬송가이다.
"Arglwydd Dyma Fi"라고도 알려진 "Gwahoddiad"와 첫 줄 "Mi glywaf dyner lais"는 원래 영어 가스펠 노래인 "I Am Coming, Lord"였다. 그 중 첫 번째 줄은 "I hear thy welcome voice"이다. 영어 가사와 곡조는 1872년 미국 감리교 목사이자 가스펠 작곡가 루이스 하트소프(Lewis Hartsough, 1828~1919)가 아이오와주 엡워스에서 열린 부흥회에서 썼는데, 그곳은 하트소프가 목사로 재직하고 있던 곳이었다. 하트소프는 1868년에 시작되어 11판까지 계속된 찬송가 모음집인 "The Revivalist"의 음악 편집자였다. 하트소프의 곡조가 포함된 영어 단어는 1872년 판에 처음 등장했다.
곡은 3/4박자이며, 페르마타는 작곡가의 선택에 따라 결정된다. 운율 패턴은 6686이고 후렴은 5576이다. 운율 체계는 abcb이다. 두 번째와 네 번째 줄은 절에서든 후렴에서든 운율이 맞는다.

브라우저에서 소리 재생을 지원하지 않습니다. 오디오 파일을 다운로드할 수 있습니다.
The melody of Gwahoddiad

## 가사

### 원문
Mi glywaf dyner lais,

Yn galw arnaf fi,

I ddod a golchi 'meiau gyd,

Yn afon Calfari.

Byrdwn

      Arglwydd, dyma fi

      Ar dy alwad di,

      Golch fi'n burlan yn y gwaed

      A gaed ar Galfari.

Yr Iesu sy'n fy ngwadd,

I dderbyn gyda'i saint,

Ffydd, gobaith, cariad pur a hedd,

A phob rhyw nefol fraint.

Yr Iesu sy'n cryfhau,

O'm mewn Ei waith trwy ras;

Mae'n rhoddi nerth i'm henaid gwan,

I faeddu 'mhechod cas.

Gogoniant byth am drefn,

Y cymod a'r glanhad;

Derbyniaf Iesu fel yr wyf,

A chanaf am y gwaed.

### 한국어 가사
1.
내 주의 보혈은 정하고 정하다
내 죄를 정케 하신 주 날 오라 하신다
2.
약하고 추해도 주께로 나가면
힘주시고 내 추함을 곧 씻어주시네
3.
날 오라하심은 온전한 믿음과
또 사랑함과 평안함 다 주려 함이라
4.
큰 죄인 복 받아 살 길을 얻었네
한 없이 넓고 큰 은혜 베풀어 주소서
5.
그 피가 맘 속에 큰 증거됩니다
내 기도 소리 들으사 다 허락하소서
후렴
내가 주께서 지금 가오니
십자가의 보혈로 날 씻어주소서 아멘

### 영문

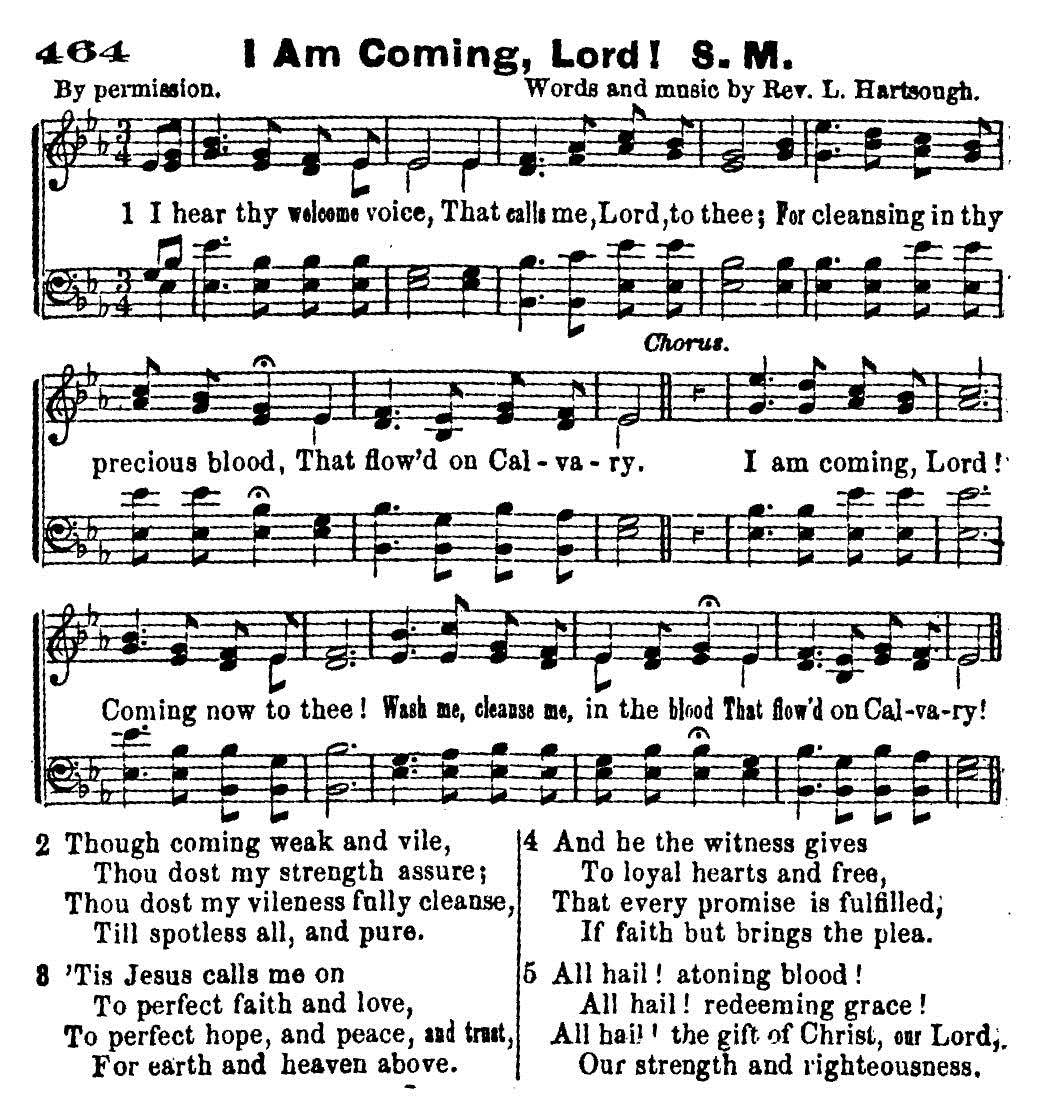

I hear thy welcome voice,

   That calls me, Lord, to thee;

For cleansing in thy precious blood,

   That flow'd on Calvary.

코러스

   I am coming, Lord!

      Coming now to Thee!

   Wash me, cleanse me, in the blood

      That flow'd on Calvary!

Though coming weak and vile,

   Thou dost my strength assure;

Though dost my vileness fully cleanse,

   Till spotless all, and pure.

'Tis Jesus calls me on

   To perfect faith and love,

To perfect hope, and peace, and trust,

   For earth and heaven above.

And he the witness gives

   To loyal hearts and free,

That every promise is fulfilled,

   If faith but brings the plea.

All hail! atoning blood!

   All hail! redeeming grace!

All hail! the gift of Christ, our Lord,

   Our strength and righteousness.